# Gommersdorf
Gommersdorf är en kommun i departementet Haut-Rhin i regionen Grand Est (tidigare regionen Alsace) i nordöstra Frankrike. Kommunen ligger i kantonen Dannemarie som tillhör arrondissementet Altkirch. År 2022 hade Gommersdorf 394 invånare.

## Befolkningsutveckling
Antalet invånare i kommunen Gommersdorf
| Referens: INSEE |